# Premio Matusalén
El premio del Ratón Matusalén (Methuselah Mouse Prize, o M Prize) es un premio que alienta las investigaciones en vistas de retrasar radicalmente e incluso revertir el envejecimiento.
Creado con el fin de permitir, a aquellos que deseen, permanecer jóvenes mucho más tiempo, e incluso evitar totalmente el envejecimiento y las enfermedades que le son asociadas. El premio acelera las investigaciones que tienen por objetivos: retrasar, invertir el envejecimiento celular, y reemplazar las células ya muertas.
Fundado el año 2003, cuenta por el momento con un premio de 3,3 millones de dólares, gracias a las donaciones de particulares y de sociedades. Sus organizadores subrayan que todas las donaciones, incluso las pequeñas, juegan un importante rol, en tanto que demuestran el interés que conllevan esas investigaciones. La Fundación Matusalen brinda recompensas a aquellos investigadores que superan los límites de la edad en los ratones hasta duraciones sin precedentes. El Premio M es nombrado así por Matusalén, un patriarca de la Biblia, el cual se dice que habría vivido 969 años.
El biogerontólogo Aubrey de Grey es cofundador de este proyecto (junto con David Gobel). El Premio Matusalén ha sido patrocinado por numerosos medios, como la BBC y el New York Times y ha sido duplicado entre agosto de 2005 (1.5 millones de dólares) y noviembre de 2005 (3 millones de dólares).
Su concepción se inspira en el Premio X Ansari (Ansari X-Prize) el cual ha acelerado el lanzamiento al espacio de un vehículo tripulado reutilizable, a precios por debajo de aquellos ligados a proyectos similares de la NASA (ganado por el SpaceShipOne el 4 de octubre de 2004).